# Waterloomedaille (Nassau)
De Waterloomedaille van het hertogdom Nassau was een onderscheiding voor de 3000 manschappen en officieren die onder bevel van Nassau deelnamen aan de Slag bij Quatre-Bras en de Slag bij Waterloo in 1815. Het kleine contingent van Nassau heeft die dagen zware gevechten geleverd.
De ronde zilveren medaille had een diameter van 28,9 millimeter en werd aan een blauw lint met gele bies op de linkerborst gedragen. Nassaublauw is een kleur die door de Duitse en Nederlandse Nassau's veel werd en wordt gebruikt. Op de voorzijde is de kop van hertog Frederik August van Nassau-Usingen afgebeeld met het rondschrift "FRIEDRICH AUGUST HERZOG ZU NASSAU" met onder de afsnede van de kop de signatuur IL. 
Op de keerzijde wordt een Romeinse soldaat door Victoria, godin van de overwinning, gekroond met een lauwerkrans. Het rondschrift luidt: "DEN NASSAUISCHEN STREITERN BEY WATERLOO" en "DEN 18 JUNI 1815".

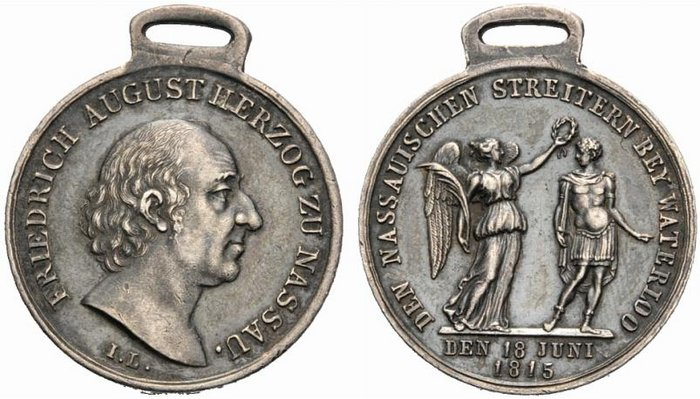
Waterloomedaille

De medaille werd in goud en in zilver uitgereikt.
De bevestiging maakt deel uit van de medaille.
Nassau kende al sinds 1807 een gouden en een zilveren Dapperheidsmedaille (Duits: Tapferkeitsmedaille). Het was vóór die tijd niet gebruikelijk om soldaten te decoreren, het waren meestal huurlingen en zij kregen voor bijzondere moed geschenken, bevorderingen en geldelijke beloningen. De campagnes van 1813 en 1815 tegen Napoleon I en de Slag bij Waterloo waren voor de Europese vorsten reden om voor het eerst op grote schaal medailles uit te reiken. In deze bevrijdingsoorlog hadden velen zich immers vrijwillig gemeld. Patriottisme en een volksleger waren in de plaats getreden van de huurlingenlegers waarmee de 18e-eeuwse vorsten hun kabinetsoorlogen uitvochten.

## Waterloomedailles van andere landen
Frankrijk heeft geen medaille ingesteld voor de Franse veteranen. Na de dood van Napoleon werd door Napoleon III in 1857 een bronzen Sint-Helenamedaille geslagen voor alle overlevenden van zijn oorlogen.
Nederland kwam pas in 1863 met een klein Waterlookruis voor de weinige nog in leven zijnde veteranen van de veldtochten en gevechten van 1813 tot 1815.
- Waterloomedaille (Verenigd Koninkrijk))
- Waterloomedaille (Brunswijk)
- Waterloomedaille (Nassau)
- Waterloomedaille (Saksen-Coburg-Saalveld)
- Waterloomedaille (Hannover)